# Werdomicze
Werdomicze (biał. Вердамічы; ros. Вердомичи; hist. również Wierdomicze) – agromiasteczko na Białorusi, w rejonie świsłockim obwodu grodzieńskiego, około 12 km na wschód od Świsłoczy.
Znajduje tu się rzymskokatolicka kaplica filialna parafii św. Jana Chrzciciela w Mścibowie.

## Historia
Wieś szlachecka położona była w końcu XVIII wieku w powiecie wołkowyskim województwa nowogródzkiego.
Werdomicze należały na początku XIX wieku do majątku Janopol będącego dziedzictwem rodziny Tołłoczków herbu Pobóg. W latach 20. XIX wieku Julian Tołłoczko przeniósł tu dwie rodziny chłopskie (Czyżyków i Bogdanowiczów) w celu wykarczowania tutejszego lasu pod przyszłą siedzibę. Po nim tutejsze ziemie odziedziczył jego syn, Edward (1840–1912), a po Edwardzie – jego syn Julian Witold (1864–1922). Ostatnim właścicielem tych dóbr był syn Juliana Witolda, Stanisław (1905–1986). Pod koniec XIX wieku majątek Werdomicze liczył 454 dziesięcin ziemi, a cały klucz Janopol – 3221 dziesięciny.
Po III rozbiorze Polski w 1795 roku Werdomicze, wcześniej wchodzące w skład województwa nowogródzkiego Rzeczypospolitej znalazły się na terenie guberni słonimskiej (1796), litewskiej (1797–1801), a później grodzieńskiej (1801–1915) Imperium Rosyjskiego. Po ustabilizowaniu się granicy polsko-radzieckiej w 1921 roku Werdomicze wróciły do Polski, należały do gminy Mścibów powiatu wołkowyskiego województwa białostockiego. Od 1945 roku – w ZSRR, od 1991 roku – na terenie Republiki Białorusi.
W 2009 roku w Werdomiczach mieszkało 418 osób. W agromiasteczku funkcjonują: szkoła średnia, klub, biblioteka, przychodnia zdrowia i poczta.

## Pałac
Julian Tołłoczko, po wykarczowaniu lasu, wybudował tu około 1830 roku duży, murowany, parterowy, zwrócony na południe dwór, na planie prostokąta o długości około 40 m. Od strony północnej, na skutek spadku terenu dwór miał dwie kondygnacje, dolna z nich od frontu była tylko sutereną. Dwór około połowy XIX wieku został rozbudowany, przyjmując formę pałacu: dobudowano parę dużych skrzydeł, werandę, wieżę (którą później podwyższono, a na jej szczycie urządzono drewnianą altankę widokową).
Ostatnią przebudowę pałacu zrealizowano w 1905 roku według projektu krakowskiego architekta Tadeusza Stryjeńskiego: w jej ramach przed starszą częścią domu dobudowano dziesięciokolumnową galerię poprzedzoną centralnym portykiem, którego półkolisty szczyt był wsparty na dwóch parach kolumn. Przebudowano również wnętrze; w 1914 roku znajdował się tu m.in. ogród zimowy z wyjściem na boczny taras. Łącznie w pałacu było 99 izb.
Na ścianach wisiało wiele cennych obrazów, m.in. Madonna z Dzieciątkiem przypisywana szkole Murilla, dwa obrazy Januarego Suchodolskiego:  Piorun bijący w stado koni i Przejście Czarnieckiego przez morze, Konie na pastwisku Józefa Męciny-Krzesza.
Przed frontem pałacu rozciągał się wielki gazon. Naprzeciw domu stała grupa starych drzew, w tym wiąz o średnicy pnia równej 2 m. Po stronie zachodniej – oficyna, a po wschodniej – brama wjazdowa. Park krajobrazowy miał powierzchnię 11 km. W parku były stawy i groble z mostkami. Na jednym ze stawów była wysepka, do której prowadził mostek. Dalej za bramą stała kwadratowa, dwukondygnacyjna lodownia z około 1830 roku. W parku łącznie było co najmniej 47 gatunków drzew. Jego resztki z alejami istnieją do dziś.
Pałac w Werdomiczach wraz z całym urządzeniem został spalony 15 sierpnia 1915 roku przez cofające się wojska rosyjskie. Do dziś zachowały się ruiny wielu zabudowań gospodarczych.
Już poza obrębem właściwego parku, w brzozowym gaju był cmentarz powstańców styczniowych z 1863 roku. W tym miejscu w 1905 roku wzniesiono neogotycką kaplicę według projektu Tadeusza Stryjeńskiego. Kaplica ta przetrwała do dziś, została wyremontowana w latach 90. XX wieku.
Majątek w Werdomiczach jest opisany w 2. tomie Dziejów rezydencji na dawnych kresach Rzeczypospolitej Romana Aftanazego.